# Àlex Rigola
Àlex Rigola (Barcelona, 1969) és un director i actor teatral català. Va ser director artístic del Teatre Lliure entre 2003 i 2011, i també de la La Biennale di Venezia entre 2010 a 2016.
Va codirigir posteriorment els Teatros del Canal amb Natalia Álvarez Simó, fins que el 3 d'octubre del 2017 va presentar la dimissió en protesta contra la repressió policíaca al referèndum celebrat l'1 d'octubre.

## Trajectòria professional[1]
Es va diplomar en interpretació a l'Institut del Teatre, i va començar la seva trajectòria teatral com a intèrpret, tot i que posteriorment es va decantar cap a la direcció d'espectacles per tal d'explorar noves vies de creació escènica. L'any 1997 va fundar la companyia Kronos Teatre, que va presentar al Festival de Sitges i amb la que va fer obres com Kafka: El procés (1997), Les troianes (1998), La màquina d'aigua (1999) i Un cop baix (2000). L'any 2000 va muntar una arriscada versió del Titus Andrònic de Shakespeare per al Festival Grec, i a partir d'aquell moment van seguir les posades en escena i la successió de premis.
Després de la mort de Josep Montanyès, que era el director artístic del Teatre Lliure, i la renúncia de Lluís Pasqual, l'any 2003 Rigola accedeix al càrrec, i d'ençà llavors ha prioritzat l'explotació de produccions pròpies i la importació d'espectacles de l'avantguarda teatral europea. El 2010 va ser nomenat director teatral de la Biennal de Venècia, i l'any següent va acomiadar-se del teatre amb The End, una obra que el mateix Rigola va descriure com "un narco-mex-spaghetti-western teatral".
Rigola està molt influït per directors teatrals alemanys com Frank Castorf i Thomas Ostermeier, i les seves direccions escèniques han anat incorporant elements com la dansa contemporània, les videoprojeccions i l'actuació de discjòqueis en directe, en un llenguatge que es caracteritza pel dinamisme constant i la multiplicitat d'impactes visuals i sonors.

## Obra
Ha dirigit i adaptat les següents obres:
- Camí de Wolokolamsk (I), de Heiner Müller (1996)[10]
- Kafka: El procés, de Franz Kafka (1997)
- Les Troianes, d'Eurípides (1998)
- La màquina d'aigua, de David Mamet (1999)
- Un cop baix, de Richard Dresser (2000)
- Titus Andrònic de William Shakespeare (2000)
- Les variacions Goldberg, de George Tabori (2000)
- Suzuki I i II, d'Alexei Xipenko (2001)
- Woyzeck, de Georg Büchner (2001)
- Ubú, d'Alfred Jarry (2002)[11]
- Juli Cèsar, de William Shakespeare (2003)
- Cançons d'amor i droga, d'Albert Pla, Pepe Sales, Judit Farrés i Àlex Rigola (2003)[11]
- Glengarry Glen Ross, de David Mamet (2003)
- Santa Joana dels escorxadors, de Bertolt Brecht (2004)
- Ricard 3r, de William Shakespeare (2005)
- European House, d'Àlex Rigola (2005)
- Largo viaje hacia la noche, d'Eugene O'Neill[10]
- Arbusht, de Paco Zarzoso (2006)
- La nit just abans dels boscos, de Bernard-Marie Koltès (2007)
- 2666, de Roberto Bolaño, Pablo Ley i Àlex Rigola (2007)
- Der fliegende Holländer, òpera de Richard Wagner (2007)
- El buñuelo de Hamlet, de Luís Buñuel i Àlex Rigola (2008)[10]
- Rock'n Roll, de Tom Stoppard (2008)
- Días mejores, de Richard Dresser (2009)
- Nixon Frost, de Peter Morgan (2009)[11]
- Gata sobre teulada de zinc calenta, de Tennessee Williams (2010)[12]
- LabCanal Havanera: Argelès sur Mer (2011)[13]
- Tragèdia, d'Àlex Rigola (2011)[14]
- The End, d'Àlex Rigola (2011)[9]
- MCBTH, de William Shakespeare (2012)[15]
- Coriolà, de William Shakespeare (2012)[16][17]
- Migranland, d'Àlex Rigola (2013)[18]
- Madama Butterfly, de Giacomo Puccini (2013)[19]
- Maridos y mujeres, de Woody Allen (2013)[20]
- El policía de las ratas, de Roberto Bolaño (2013)[21]
- Incerta Glòria de Joan Sales (2015)[22]
- Marits i Mullers de Woody Allen (2015)[23]
- El Público de Federico Garcia Lorca (2015)[24]
- Ivànov d'Anton Txèkhov (2017)
- Aquest país no descobert que no deixa tornar de les seves fronteres cap dels seus viatgers (2020)

A més, ha fet la direcció escènica de El cancionero de palacio (2003).

## Premis
Alguns dels premis que ha aconseguit són:
- 2000: Premi de la Crítica al millor director, per La màquina d'aigua i Un cop baix[1]
- 2000: Premi José Luis Alonso per a joves directors de l'Asociación de Directores de Escena, per Titus Andrònic[1]
- 2001: Premi Butaca al millor director de teatre i millor muntatge teatral, per Titus Andrònic
- 2001: Premi de la Crítica al millor director, per Titus Andrònic
- 2003: Premi Enderrock al millor espectacle musical, per Cançons d'amor i droga
- 2006: Premi No‐Todo al millor muntatge d'arts escèniques, per Largo viaje hacia la noche
- 2008: Premi Internacional Terenci Moix per l'espectacle de l'any, per 2666[7]
- 2008: Premi de la Crítica al millor espectacle teatral, millor dramatúrgia i millor escenografia, per 2666
- 2008: Premi Qwerty a la millor adaptació d'una novel·la a un altre format, per 2666
- 2009: Premi Max al millor espectacle teatral i la millor escenografia, per 2666[1]
- 2009: Premi de la Crítica al millor espectacle teatral, per Rock'n'roll